# Světlá stezka
Světlá stezka (španělsky Sendero Luminoso) je označení pro maoistickou organizaci v Peru, známou pod názvem Komunistická strana Peru (španělsky Partido Comunista del Perú). Spojené státy americké ji oficiálně označují za zahraniční teroristickou organizaci.

## Historie
Jejím zakladatelem se stal marxistický profesor filosofie Abimael Guzmán v roce 1970 na univerzitě v San Cristóbalu. Jeho světonázor vycházel z učení Mao Ce-tunga, který tvrdil, že socialistická revoluce musí vycházet z rolnické třídy, která stojí v opozici buržoaznímu městskému obyvatelstvu. Cílem pak bylo uskutečnění sociálně-ekonomicko-politických změn v duchu marxismu.
Světlá stezka uskutečňovala politické vraždy a záškodnickou činnost. Její teroristické aktivity započaly v roce 1980, s vrcholem aktivity ve druhé polovině 80. let minulého století. Avšak poté, co se do prezidentského křesla v Peru roku 1990 dostal razantní Alberto Fujimori, následovalo oslabení teroristické činnosti skupiny a v roce 1992 došlo k zadržení jejího vůdce Guzmána. Bojů se účastnil i pozdější peruánský prezident Ollanta Humala.
K roku 2008 se marxistické ideály Světlé stezky nesetkaly s významnější podporou a činnost organizace byla oslabena a roztříštěna v peruánských horských vesničkách, především na horním toku Huallagy a na území zvaném VRAEM (Valle de los Ríos Apurímac, Ene y Mantaro – „údolí řek Apurímac, Ene a Mantaro“). Její základna byla odhadována na několik set členů.
V létě 2015 peruánská armáda zachránila z mnohaletého zajetí na jedné farmě 39 lidí.